# Prunum apicinum
Prunum apicinum är en snäckart som först beskrevs av Menke 1828.  Prunum apicinum ingår i släktet Prunum och familjen Marginellidae. Inga underarter finns listade i Catalogue of Life.